# Cypella amambaica
Cypella amambaica är en irisväxtart som beskrevs av Pierfelice Ravenna. Cypella amambaica ingår i släktet Cypella, och familjen irisväxter. Inga underarter finns listade i Catalogue of Life.